# アデレード駅
アデレード駅（アデレードえき、英: Adelaide railway station）は、オーストラリアの南オーストラリア州、アデレードにある鉄道駅である。州都アデレードの中心駅。

## 概要
アデレードの近郊線6線を運営するアデレード・メトロのターミナル駅で、頭端式プラットフォームを備えている。乗り場は9番線まであり、1番から4番までは電化されている。駅の南側はアデレードの中心市街地で商業施設やオフィスビル、学校などが集積している。北側は広大な緑地となっており、市民の憩いの場となっている。
アデレード駅は近郊線専用のターミナル駅であり、ザ・ガンやインディアン・パシフィックなどの長距離列車はアデレード・パークランズ・ターミナル駅に発着する。
アデレード駅は1856年にアデレードと港を結ぶ鉄道のターミナル駅として開業した。シドニーやメルボルンと違い、この鉄道は全額政府の予算で建設された。その後、放射状に路線が建設され、内陸部の農産物の輸送に威力を発揮した。1920年代には手狭となった駅舎の建て替えが計画され、1928年に新古典主義建築の駅舎が完成した。当時、オーストラリア最大級の規模で、地上3階建て、乗り場は地下に構築された。現在、駅舎の一部はカジノになっている。

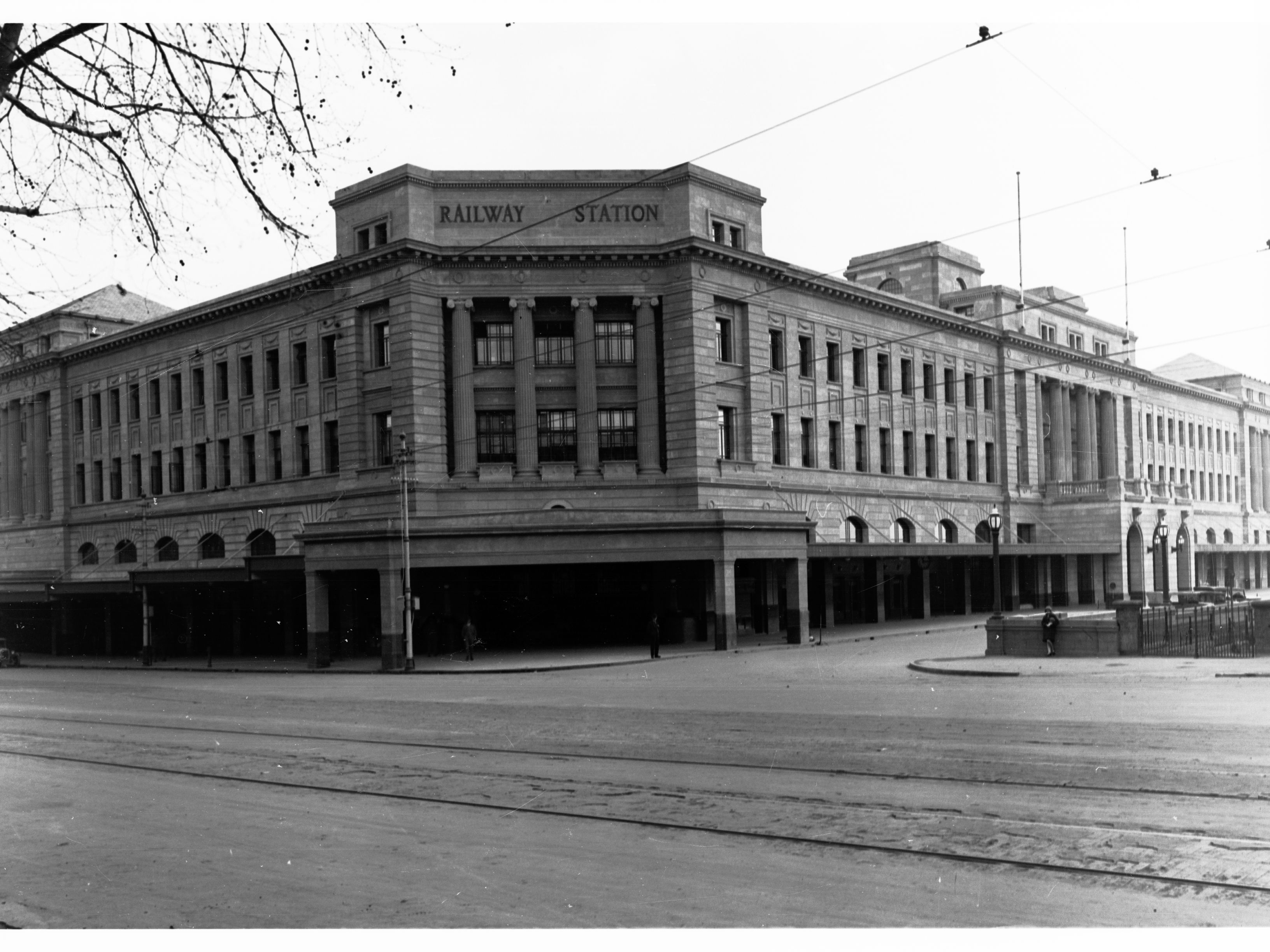
1928年の駅舎
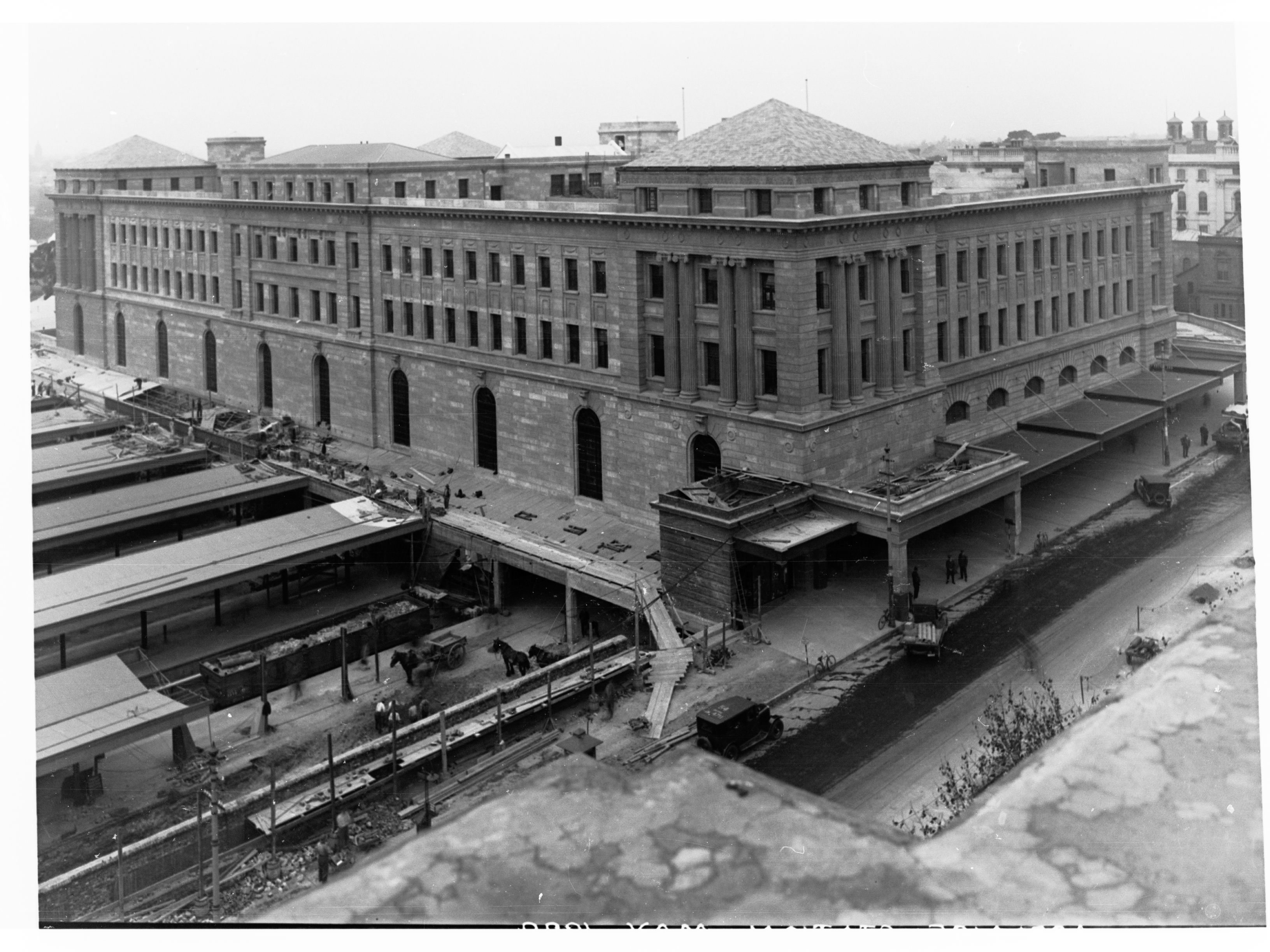
1928年　駅舎西面
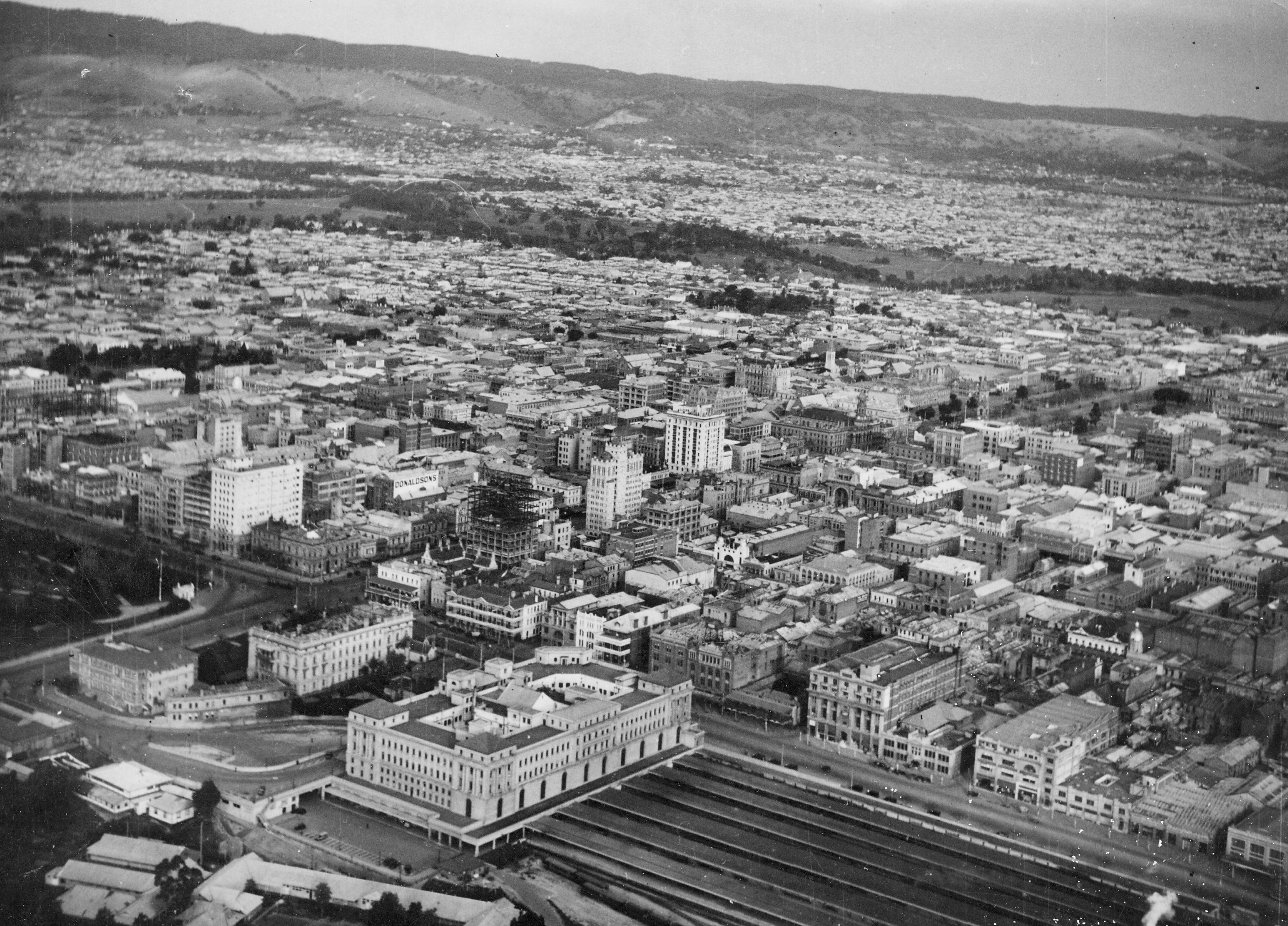
1935年　上空から
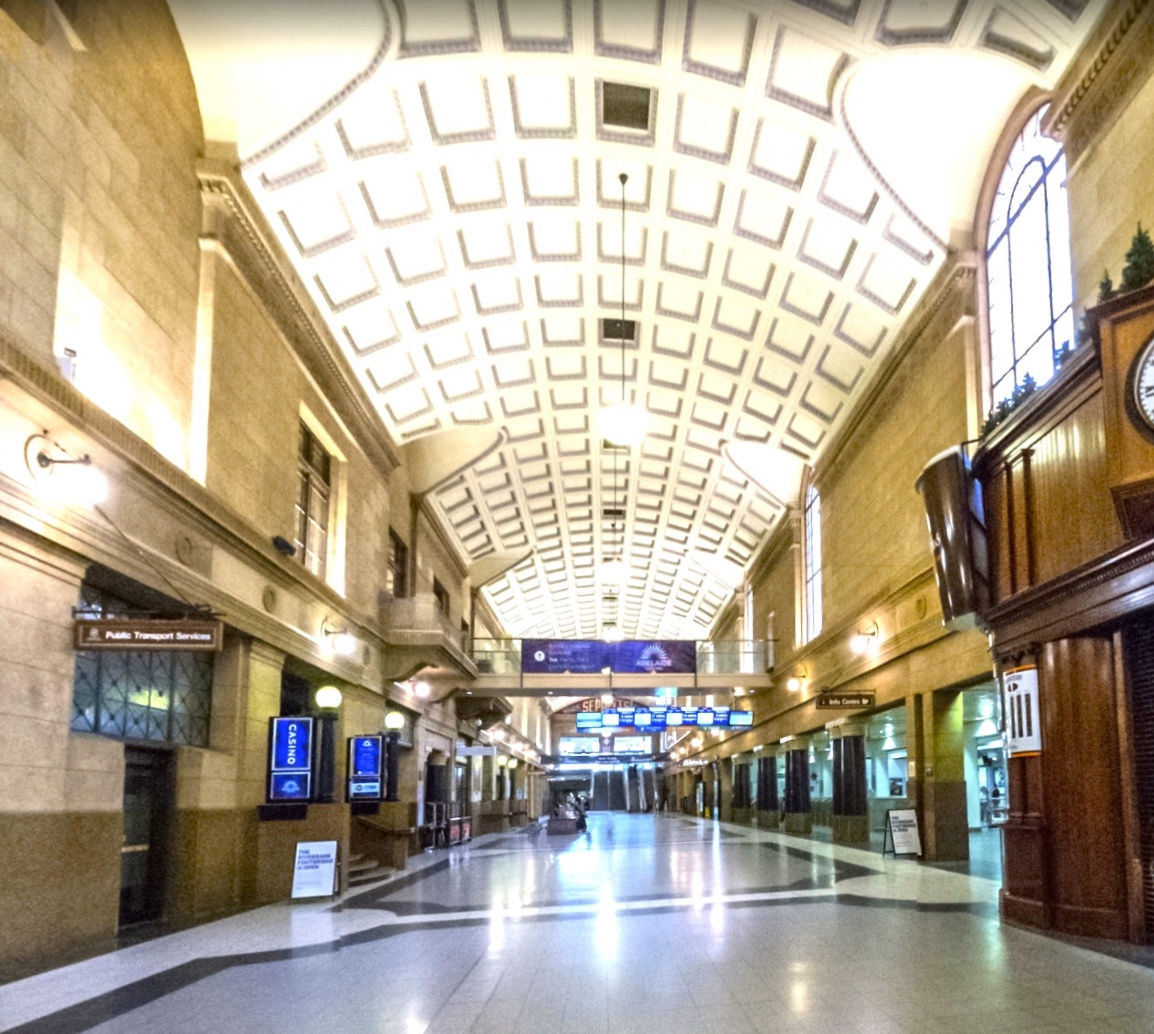
2016年　駅舎内部